# Pisaura anahitiformis
Pisaura anahitiformis là một loài nhện trong họ Pisauridae.
Loài này thuộc chi Pisaura. Pisaura anahitiformis được Kyukichi Kishida miêu tả năm 1910.